# Unternehmen Walpurgisnacht
La Unternehmen Walpurgisnacht fue una operación de evacuación de la Kriegsmarine al final de la Segunda Guerra Mundial.

## Desarrollo
A principios de 1945 el frente oriental alemán se derrumbaba y millones de personas huyeron desde Prusia Oriental hacia el oeste, principalmente a Gdansk y Gdynia. Durante la ofensiva de Pomerania Oriental, el Ejército Rojo penetró en marzo con un amplio arco en Pomerania, llegando en varios lugares a la costa, y formando bolsas con salida al mar que debían ser evacuadas. El 23 de marzo el Ejército Rojo llegó al mar entre Sopot y Koliebken, dejando aisladas a Danzig y Gydnia (Gotenhafen), que cayó el día 28. Al norte, en las mesetas de Oxhoft, que dan directamente a la costa, luchaba aún los restos del VII Panzerkorps, acompañados por miles de refugiados.
A pesar de la orden en contrario dada desde el Cuartel General de Hitler, el comandante del 2.º Ejército, general von Saucken, dio la orden definitiva para llevar a cabo la Unternehmen Walpurgisnacht, evacuación que llevó a cabo la 9.ª División de Seguridad mandada por el capitán de fragata Adalbert von Blanc.
Unos 25 pesqueros, 25 lanchas de desembarco, cinco barcos de artillería de apoyo y otros cinco buques trasportaron en la noche del 4 al 5 de abril a unos 30.000 refugiados y 10.000 heridos y soldados, así como a los restos del VII Panzerkorps, hasta la alargada y boscosa Península de Hel, que cierra por el norte la Bahía de Gdansk.
Por esta acción, al jefe de división von Blanc se le concedieron en mayo las hojas de roble para la Cruz de Caballero de la Cruz de Hierro que ya había recibido el 27 de noviembre de 1944. Por ser posterior al 8 de mayo de 1945, la concesión no fue efectiva.